# إدوارد خوسيه
إدوارد خوسيه هو مخرج وممثل بلجيكي، ولد في 1880 في بلجيكا، وتوفي في 18 ديسمبر 1930 بنيس في فرنسا.

## أعمال

### أفلام
- (1918) المرأة والزوجة

## وصلات خارجية
- إدوارد خوسيه على موقع IMDb (الإنجليزية)
- إدوارد خوسيه على موقع ألو سيني (الفرنسية)
- إدوارد خوسيه على موقع أول موفي (الإنجليزية)
- إدوارد خوسيه على موقع قاعدة بيانات الأفلام السويدية (السويدية)
- إدوارد خوسيه على موقع قاعدة بيانات الفيلم (الإنجليزية)
- إدوارد خوسيه على موقع كينوبويسك (الروسية)